# Allodemus centromaculatus
Allodemus centromaculatus är en skalbaggsart som beskrevs av Dmytro Zajciw 1968. Allodemus centromaculatus ingår i släktet Allodemus och familjen långhorningar. Inga underarter finns listade i Catalogue of Life.